# Art de la côte nord-ouest

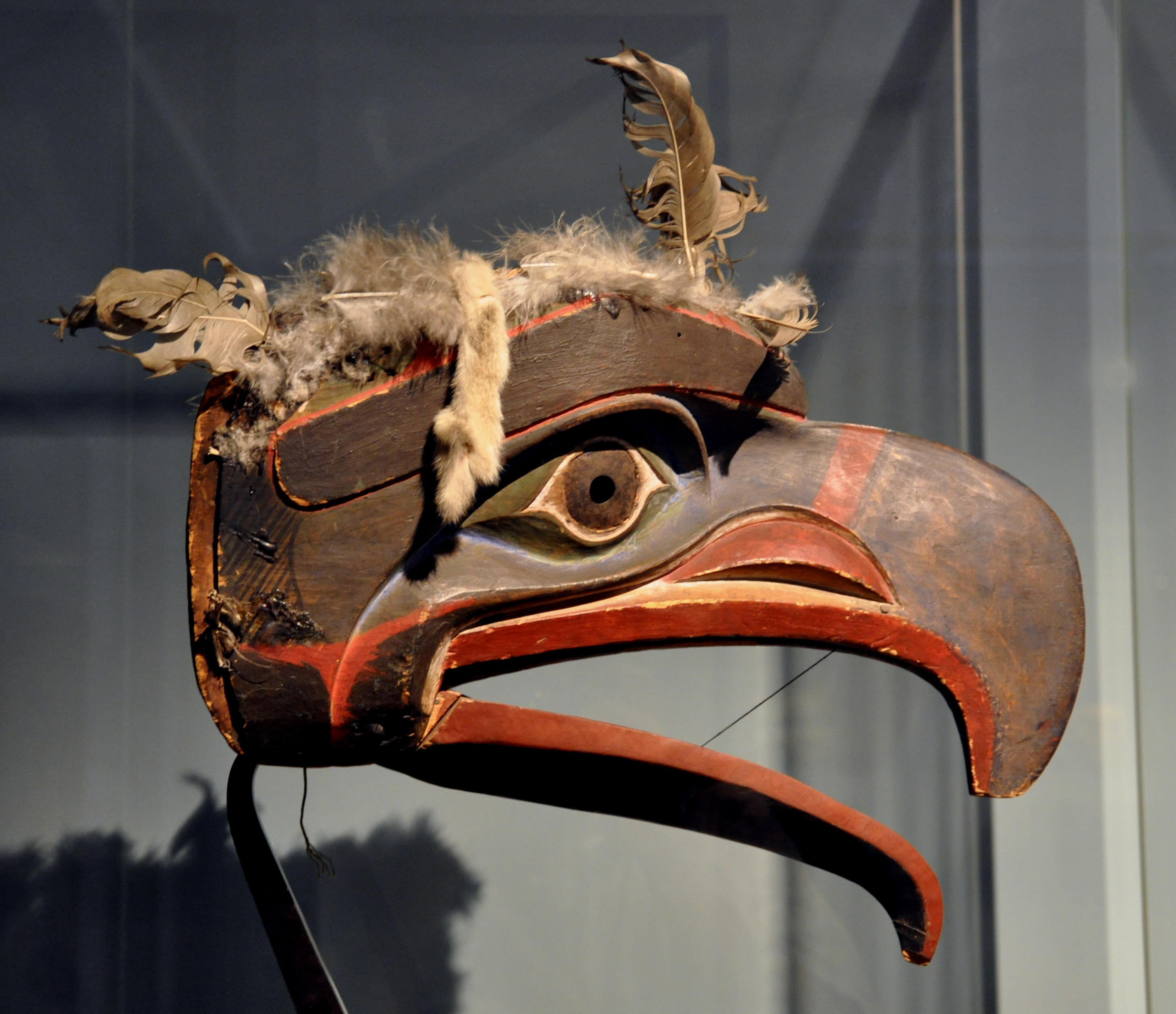
Masque d'aigle de la collection du museum Rietberg à Zürich.

L'art de la côte nord-ouest (en anglais : Northwest Coast art) est le terme couramment donné à un style artistique créé principalement par des artistes de certaines tribus nord-amérindiennes aux États-Unis et des Premières Nations de la région Nord-Ouest Pacifique d'Amérique du Nord.
Parmi les peuples notables de cet art se trouvent les Tlingits, Haïdas, Heiltsuks, Nuxalk, Tsimshians, Kwakwaka'wakw et Nootkas.